# Żwirkowisko

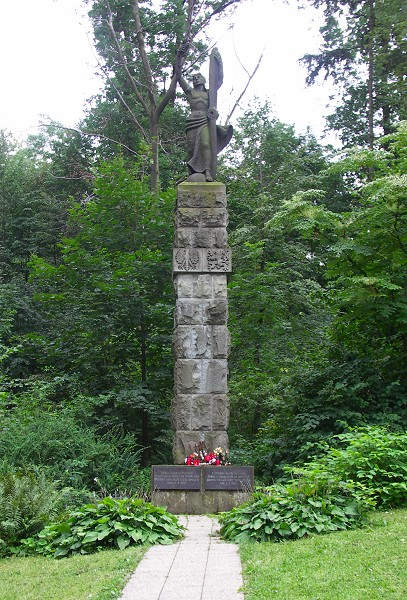
Powstały po wojnie pomnik upamiętniający miejsce wypadku

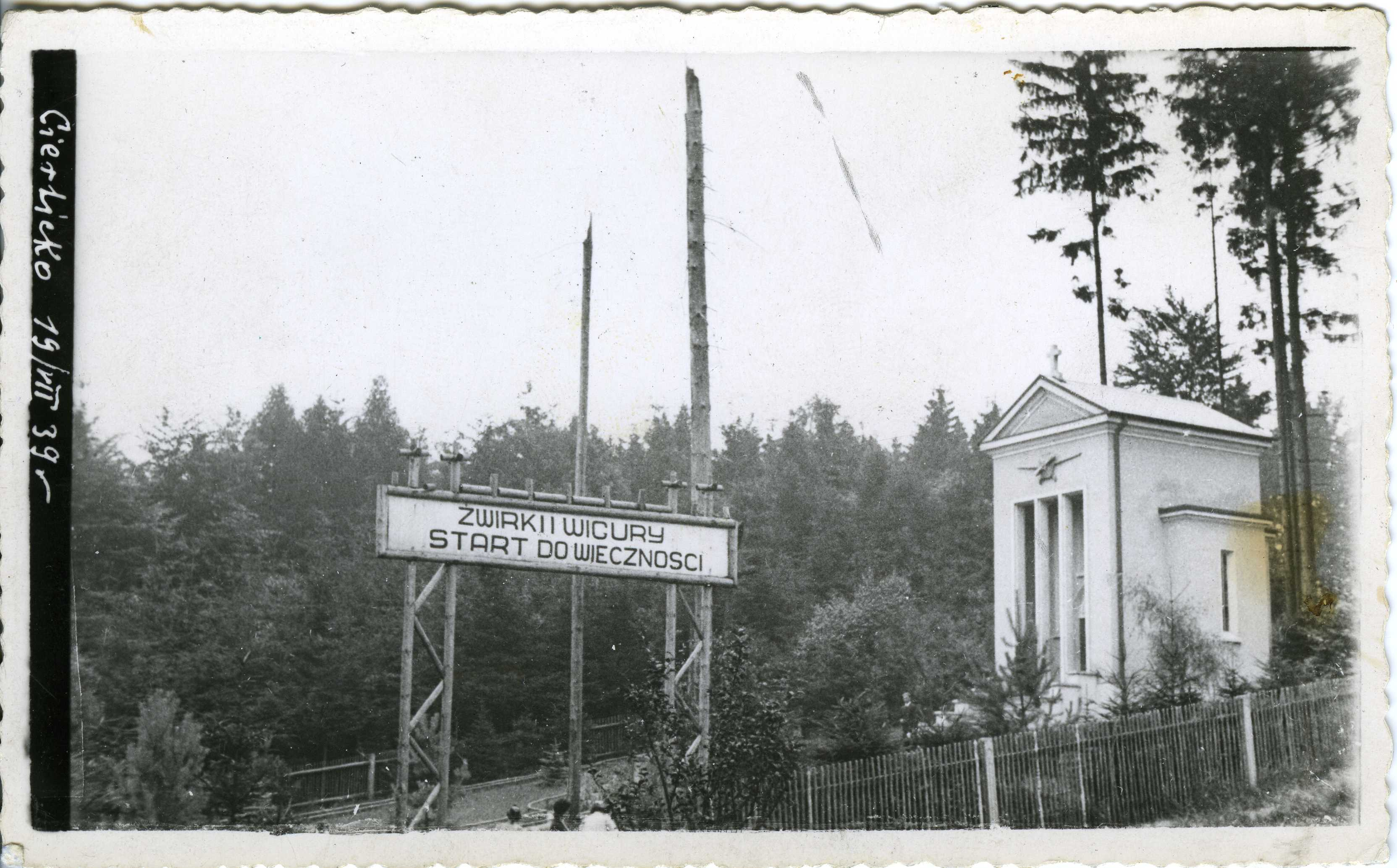
Widok ogólny mauzoleum Franciszka Żwirki i Stanisława Wigury w Cierlicku, 19 lipca 1939

Żwirkowisko – miejsce tragicznej śmierci 11 września 1932 roku polskich pilotów Stanisława Wigury i Franciszka Żwirki w Cierlicku Górnym koło Cieszyna na Śląsku Cieszyńskim (na Zaolziu), na terenie ówczesnej Czechosłowacji.

## Historia
Wypadek polskich pilotów miał miejsce podczas ich przelotu na zlot lotniczy do Pragi. Podczas gwałtownej burzy nastąpiło oderwanie skrzydła samolotu RWD-6 i maszyna runęła na ziemię. Piloci zginęli na miejscu.
W miejscu tragicznego wydarzenia ustawiono początkowo brzozowy krzyż ze śmigłem i pozostawiono zakonserwowane pnie świerków, o które roztrzaskał się samolot. Utworzono także symboliczne mogiły lotników. W roku 1935 wybudowano małe mauzoleum i bramę z napisem „Żwirki i Wigury start do wieczności”. Autorami tego założenia byli: budowniczy Rygiel z Frysztatu oraz rzeźbiarze Julius Pelikán z Ołomuńca i Jan Raszka. Dzwon ufundowano ze składek czytelników Ilustrowanego Kuriera Codziennego. Wkrótce Żwirkowisko stało się miejscem kultu polskości na Zaolziu.
Po zajęciu Czechosłowacji przez Niemców w grudniu 1940 roku rozebrano mauzoleum i zniszczono teren. Udało się ocalić pamiątkowy kamień i napis z bramy.
Po zakończeniu II wojny światowej rozpoczęto próby odtworzenia Żwirkowiska. Odbywały się one przy nikłym zainteresowaniu strony czeskiej. W końcu wybudowano istniejący w XXI wieku pomnik z figurą lotnika wspartego na śmigle oraz godłami Polski i ówczesnej Czechosłowacji, na którym do roku 1957 widniała tablica z mylnym napisem „Pamięci lotników, którzy zginęli w walce z faszyzmem”.
Uporządkowano także symboliczne mogiły, ponieważ obaj piloci spoczywają na Cmentarzu Powązkowskim w Warszawie w Alei Zasłużonych.
Kolejny napis w języku polskim i czeskim brzmi: „Pamięci Lotników polskich Żwirki i Wigury, którzy na tym miejscu polegli w katastrofie swego samolotu dnia 11.9.1932”.
W roku 1992, przy dużym udziale Polskiego Związku Kulturalno-Oświatowego na Zaolziu, otworzono w Cierlicku „Dom Żwirki i Wigury”, w którym, między innymi, znajduje się sala poświęcona historii polskiego lotnictwa.
Co roku na Żwirkowisku organizowane są obchody rocznicy śmierci polskich lotników. Żwirkowiskiem przez długie lata opiekował się Józef Stebel – był jedną z pierwszych osób, które zaczęły kultywować pamięć o lotnikach.

## Galeria

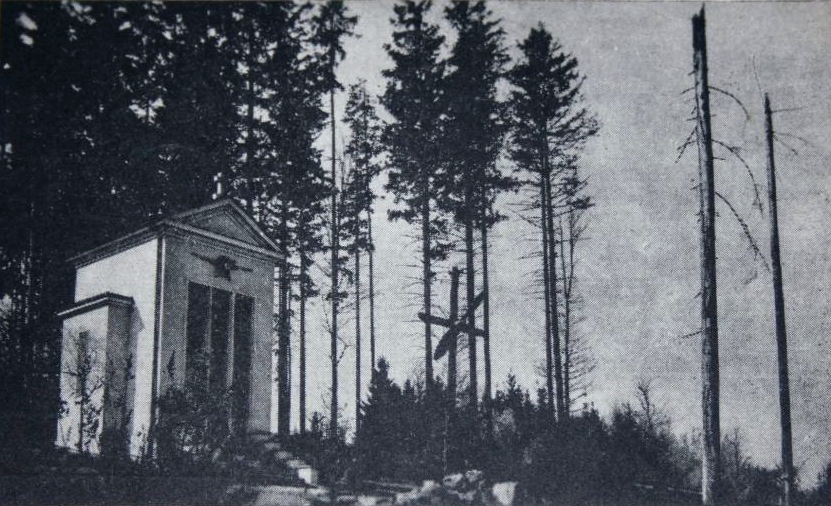
Nieistniejące mauzoleum
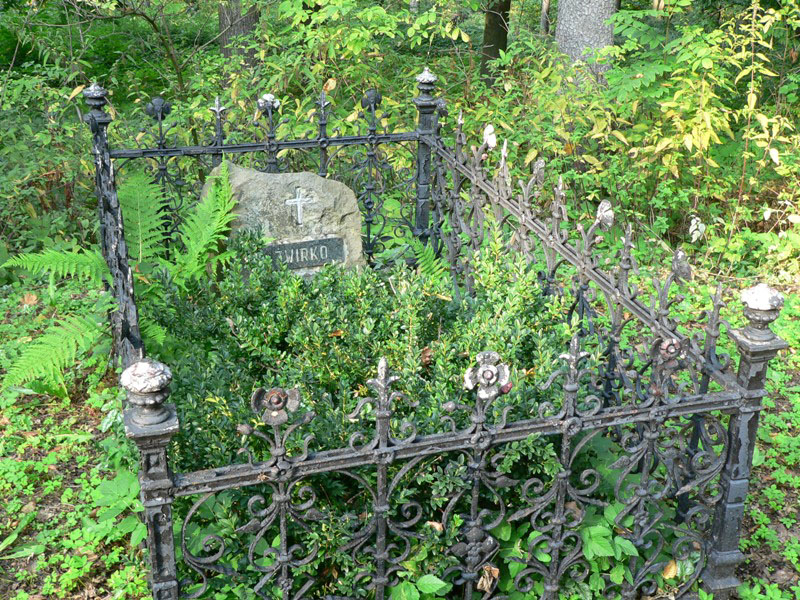
Symboliczna mogiła Franciszka Żwirki
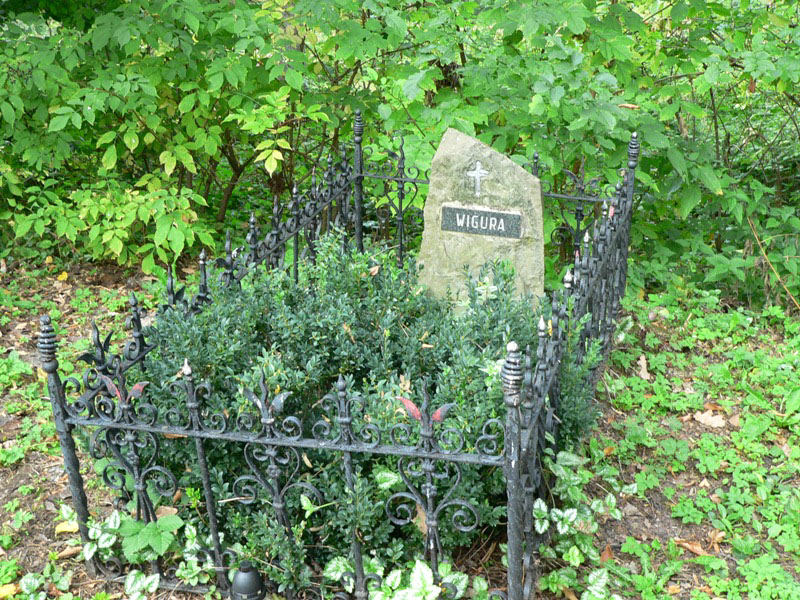
Symboliczna mogiła Stanisława Wigury
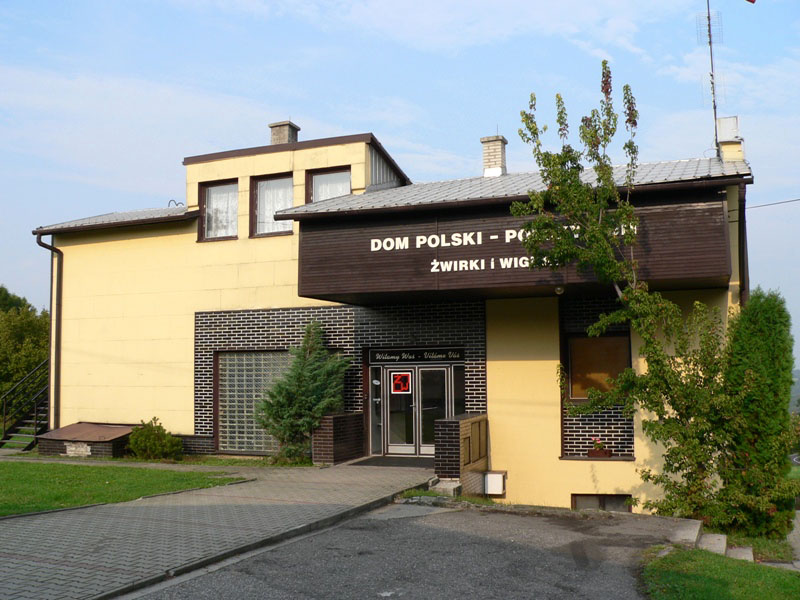
Dom Polski Żwirki i Wigury w Cierlicku

## Literatura
- Leksykon Polaków w Republice Czeskiej i Republice Słowackiej. T.1, s.389 / red. nauk. Zenon Jasiński, Bogdan Cimała. - Opole, 2015